# Dokkōdō

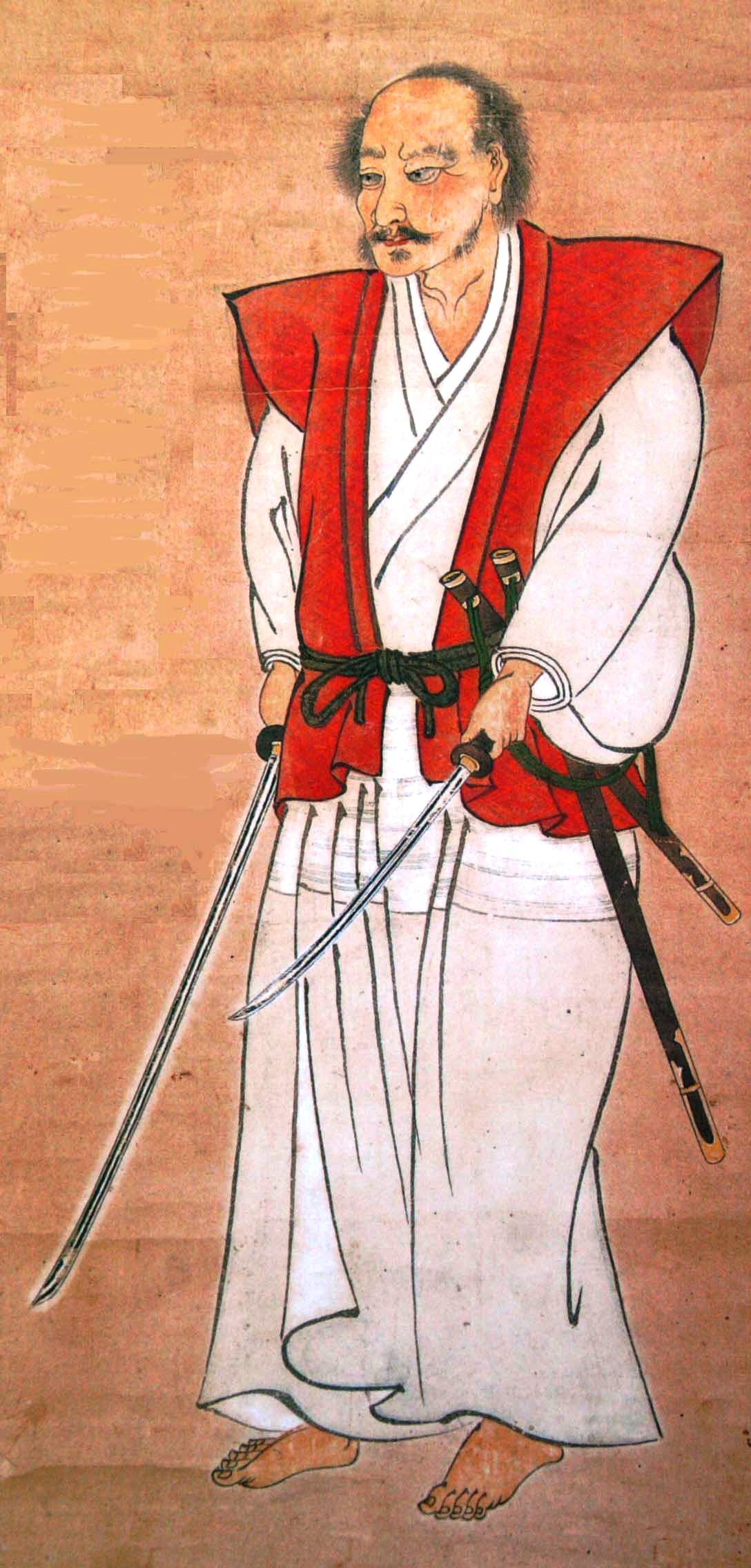
image de Miyamoto Musashi

Le Dokkōdō (獨行道, « Le chemin de la solitude », « Le chemin pour aller seul », ou « La Voie à Suivre Seul »), est un court ouvrage écrit par Miyamoto Musashi une semaine avant sa mort en 1645. 
Il se compose de 21 préceptes. Dokkodo a été en grande partie composé lorsque Musashi donna ses biens en préparation de sa mort, et a été dédié à son disciple préféré, Terao Magonojō (à qui le premier Go rin no sho [Le Livre des Cinq Anneaux] avait également été dédié), qui les a pris à cœur. Dokkōdō exprime une vision rigoureuse, honnête et ascétique de la vie.

## Préceptes
Les 21 préceptes du Dokkodo : 
1. Acceptez les choses telles qu'elles sont.
2. Ne cherchez pas le plaisir pour le plaisir.
3. Ne dépendez en aucun cas d'un sentiment partial.
4. Pensez à vous-même avec légèreté et profondément au monde.
5. Soyez détaché du désir toute votre vie.
6. Ne regrettez pas ce que vous avez fait.
7. Ne soyez jamais jaloux.
8. Ne vous laissez jamais attrister par une séparation.
9. Le ressentiment et la plainte ne sont appropriés ni pour soi ni pour les autres.
10. Ne vous laissez pas guider par la luxure ou l'amour.
11. Soyez impartial en tout.
12. Soyez indifférent de l'endroit où vous vivez.
13. Ne recherchez pas le goût de la bonne nourriture.
14. Ne vous accrochez pas aux biens dont vous n'avez plus besoin.
15. Ne laissez pas de fausses croyances guider vos actes.
16. N'amassez pas d'armes et ne vous entraînez pas au-delà de ce qui est utile.
17. N'ayez pas peur de la mort.
18. Ne cherchez pas à posséder des biens ou des fiefs pour votre vieillesse.
19. Respectez Bouddha et les dieux, mais ne comptez pas sur leur aide.
20. Vous pouvez abandonner votre propre corps, mais vous devez préserver votre honneur.
21. Ne vous éloignez jamais du Chemin.